# Yildiz Akdogan
Yildiz Akdogan, née le 29 avril 1973 en Turquie, est une femme politique danoise, membre de la Social-démocratie.

## Biographie
Yildiz Akdogan est diplômée en sciences politiques à l'université d'Aarhus en 2006.
Engagée au sein de la Social-démocratie, elle est candidate aux élections législatives de février 2005, sans parvenir à remporter de siège. Elle est élue députée au Folketing lors des élections législatives de novembre 2007. En septembre 2009, elle devient la porte-parole sociale-démocrate pour les nouvelles technologies.
Elle échoue à être réélue pour un second lors des élections législatives de septembre 2011, et devient première suppléante sociale-démocrate dans la circonscription de Copenhague. À ce titre, elle redevient députée en octobre 2014, quand Karen Hækkerup quitte le Folketing.
Elle remporte un nouveau mandat lors des élections législatives de juin 2015. Elle devient porte-parole sociale-démocrate pour la psychiatrie après le scrutin.
Elle n'est pas réélue lors des élections législatives de juin 2019. Lors des élections législatives de novembre 2022, elle ne parvient pas à retrouver son siège, et redevient première suppléante sociale-démocrate dans sa circonscription. À ce titre, elle retrouve un mandat de députée en mai 2025, après la démission de Pernille Rosenkrantz-Theil.